# 2,4-tolueendiamine
2,4-tolueendiamine (2,4-TDA) is een van de isomeren van tolueendiamine, en qua productievolume de belangrijkste. Bij normale druk en op kamertemperatuur is het een heldere, kleurloze vaste stof.

## Synthese
Het wordt gevormd door de katalytische reductie van 2,4-dinitrotolueen met waterstof. In deze reactie wordt water als bijproduct gevormd.

## Toepassingen
2,4-TDA wordt, net als 2,6-tolueendiamine, verder omgezet tot 2,4-tolueendiisocyanaat, dat een grondstof is voor polyurethaanschuimen.

## Toxicologie en veiligheid
2,4-tolueendiamine wordt beschouwd als een kankerverwekkende en mutagene stof.